# Fàbrica de productes químics de Salvador Viñas i Pujol

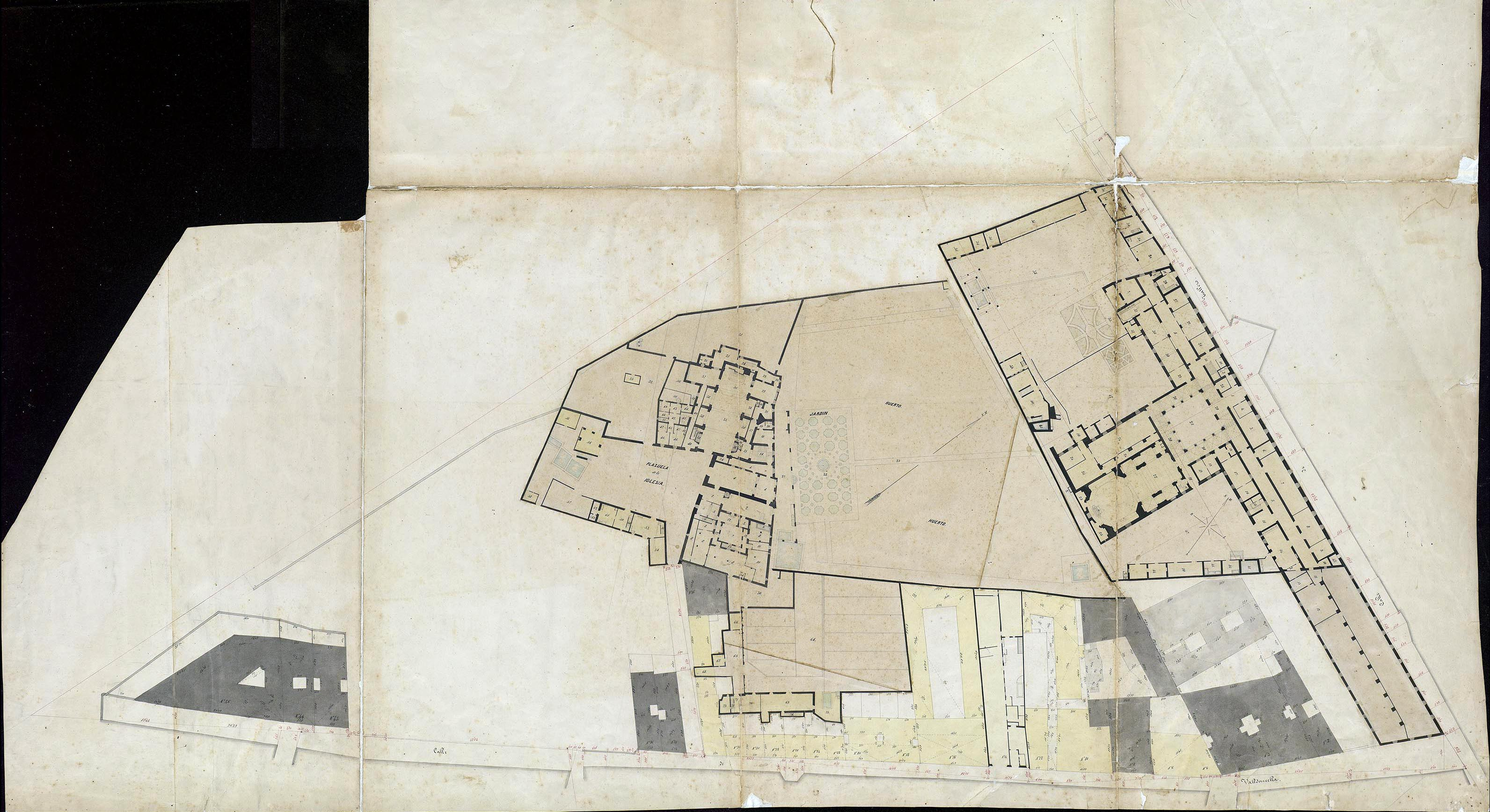
Quarteró núm. 79 de Garriga i Roca (c. 1860)

La fàbrica de productes químics de Salvador Viñas i Pujol era un conjunt d'edificis situats al carrer de Valldonzella, 12 del barri del Raval de Barcelona, actualment desapareguts.

## Història
A la dècada del 1840, Pere Viñas tenia una fàbrica de productes químics i cerussa (Blanco de España) al carrer dels Tallers, 58 (antic 54). A finals del 1850, el fabricant de productes químics Salvador Viñas i Pujol va adquirir en emfiteusi dues cases antigues (possiblement del segle xvi) al carrer de Valldonzella a Ramon Guix i Espanyol, i el 1851 hi va fer construir una casa segons el projecte de l'arquitecte Josep Buxareu. Poc després, va ampliar la propietat amb l'adquisició en emfiteusi d'un solar contigu a Joan Calsapeu i Torné, on va fer construir unes «quadres». Segons la carta de pagament de les obres, aquestes van costar un total de 17.048 lliures, 16 sous i 7 diners.
Les noves instal·lacions van substituir les del carrer dels Tallers: Valldoncella, 8. Fábrica de productos químicos y de albayalde de primera calidad. Se sirven pedidos á todos los puntos del reino. D. Salvador Viñas y Pujol. Viñas va morir el 1868, i el 1872, la seva vídua Josepa Marquet i Costa (†1890) va demanar permís per a instal·lar-hi una màquina de vapor de 2 CV, segons el projecte del mestre d'obres Josep Santigosa.
El 1903, el representant de productes farmacèutics Franz (o Frans) Janssens va demanar permís per a construir-hi noves naus.
El 1908 hi havia les oficines i magatzems de la Gran Empresa Funerària L'Egípcia, i el 1916 s'hi va constituir la societat anònima La Industrial Metalúrgica, amb un capital de 20.000 pessetes i dedicada a la construcció i reparació de maquinària. Posteriorment, s'hi instal·laren els tallers dels Almacenes Alemanes (després Capitol) del carrer de Pelai, així com altres petites indústries.
El 2001, la finca, afectada pel PERI del 1985, va ser expropiada i posteriorment okupada. Els okupes van presentar un projecte alternatiu per a convertir-la en un centre social amb espais per a la creació artística, un auditori i una llar d'infants, que fou rebutjat per l'Ajuntament. Probablement per a evitar un procediment judicial i accelerar els tràmits, l'empresa mixta Foment de Ciutat Vella SA (FOCIVESA) es va avenir a una negociació, que es va saldar amb l'atorgament de dos contractes de lloguer en edificis de propietat municipal (en condicions anàlogues a les d'una protecció oficial de promoció pública), a canvi d'acordar-ne la data del desallotjament i una indemnització de 3000 euros per a la resta d'habitants no reallotjats, la qual va ser rebutjada. Finalment, el maig del 2006 la fàbrica fou enderrocada (incloent-hi la xemeneia) per a l'obertura del carrer de Torres i Amat i la construcció d'una estació transformadora i la biblioteca-mediateca de la Facultat de Comunicació i Relacions Internacionals Blanquerna de la Universitat Ramon Llull.

## Descripció
La finca estava conformada per sis edificis disposats al voltant d'un pati central.
- Edifici 1: Situat a l'extrem més oriental de la parcel·la, es tractava d'un edifici d’habitatges de planta baixa i tres pisos i tres obertures per planta amb façana al carrer de Valldonzella.[1]
- Edifici 2: Situat al sud de la parcel·la, es tractava d’un edifici de planta baixa, pis i terrat transitable amb façana al pati interior. La façana s'organitzava a partir de les obertures (galeria vidriada al pis superior i dues finestres a la planta baixa). Als baixos hi havia d'un arc carpanell tapiat i la coberta era amb forjat de bigues de fusta de secció rectangular amb llates i maons formant solera.[1]
- Edifici 3: Situat al sector meridional del solar, era un edifici allargassat, lleugerament trapezoidal, de planta baixa, pis i coberta d’una vessant vers el pati interior. Les obertures (cinc per cada planta) eren d’arc escarser de maó massís i disposat en sardinell a la planta baixa. A l’interior, hi havia un únic espai sense compartimentar i forjat de bigueta metàl·lica amb taulons (llates) de fusta i paviment de ciment de pòrtland lliscat i buixardat. Fou construït l’any 1903.[1]
- Edifici 4: Situat al costat més occidental de la parcel·la, es tractava d’un edifici trapezoidal de planta baixa, pis (també soterrani) i terrat transitable, amb tres obertures per planta. A l'interior, un espai diàfan amb una única compartimentació a l'angle sud-est (els envans eren de maó massís). Els forjats d'aquest ras de planta estava fet a base de bigues de fusta de secció rectangular amb revoltons d’obra.[1]
- Edifici 5: Es tractava d'una construcció de planta baixa, pis i terrat transitable, i tancava el pati per la seva part septentrional. La façana tenia diversos cossos adossats: la xemeneia i una petita construcció (usada com a despatx. A més, havia sofert diverses modificacions internes com per exemple les comunicacions entre les plantes i el terrat. El forjat era de bigues de fusta de secció quadrada i revoltons d’obra; algunes reforçades amb taulons col·locats de cantell.[1]
- Edifici 6: Construcció de planta rectangular de planta baixa amb coberta a dues vessants i carener perpendicular a la façana principal. A l'interior, hi havia bigues de fusta amb llates i maons. Datava del 1903.[1]

La xemeneia era situada a l’extrem nord-occidental del pati. Obrada amb totxo massís (col·locat de pla) i de secció rectangular, tenia una base quadrangular en degradació cap al fumeral.